# Мюографія
Мюографія — метод отримання зображень за допомогою високоенергетичних мюонів, що виникають у верхніх шарах атмосфери Землі під дією космічних променів. Мюографія дає змогу отримати проекційні зображення і за її допомогою можна відтворити тривимірне зображення об'єкта. Так вона стає основою мюонної томографії.
Метод використовує властивість мюонів високої енергії проникати через велику товщу речовини. Принцип роботи аналогічний просвічуванню рентгенівськими променями, але вивчаються об'єкти великого об'єму, з товщиною сотні метрів або кількох кілометрів. Ймовірність поглинання моюнів у речовині з більшою густиною більша, тож при високій густині  речовини об'єкта реєструється менше мюонів. І навпаки, нижча густина означає реєстрацію більшого числа мюонів. Космічні промені продукують мюони з однаковою інтенсивністю й ізотропно, тобто однаково у всіх напрямках.

## Історія
1936 року Карл Девід Андерсон та Сет Неддермеєр відкрили явище утворення мюонів у космічних променях.  Через 20 років австралійський фізик Е.П. Джордж зробив першу спробу виміряти густину породи в розкриві Гутега-Муньянського тунелю за допомогою космічних променів. Він використовував лічильник Гейгера. Хоча спроба визначити густину породи над детектором була успішною і проби, взяті з кернів, підтвердили результати, але лічильник Гейгера не міг визначити напрямок, з якого прибули мюони, тож зображення отримати було неможливо.
Першою мюонограмою була матриця числа мюонів, яку  1970 року отримав американський фізик  Луїс Волтер Альварес. Альварес устрановив свій апарат у камері Бельзоні піраміди Хефрена, намагаючись відшукати приховані порожнини. Він записував число мюонів, що пройшли через піраміду. Методика віслідковування треків дозволила йому сформувати мюограму в залежності від кута. Отриману мюограму було порівняно з комп'ютерними розрахунками, що дало змогу після кількох місяців вимірювань зробити висновок, що в цій піраміді порожнин нема.
Піонерська роботи Танаки та Ніви розробила плівкову мюографію з використанням ядерних емульсій. Емульсії було експоновано  в напрямку вулкану й проскановано під мікроскопом, який було пристосовано для ефективної ідентифікації треків частинок. Плівкова мюографія дозволила в 2007 році вперше отримати зображення внутрішньої будови активного вулкана Асама й визначити канали проходження магми.
У 1968-му група Альвареса для експерименту з пірамідою використала іскрову камеру з цифровим виходом. Дані записувалися на магнітну стрічку, а потім їх аналізували комп'ютери IBM 1130 та CDC 6600, що належали Університету Ейн-шам та радіаційній лабораторії Лоуренса, відповідно. Власне у реальному часі вимірювання не проводилися.
Мюографія реального часу потребує сенсори, що перетворюють кінетичну енергію мюонів у генерацію певної кількості електронів, отримуючи електричний сигнал, а не хімічні перетворення у плівці.  Електричний сигнал комп'ютер може обробити моментально, а фотоплівку треба проявити перш ніж вивчати треки у ній.
Створено детектрони з високою роздільною здатністю. Наприклад, детектор MicroMegas має роздільну здатність 0,3 мм, що на порядок вище, ніж прилади на основі сцинтиляторів (10 мм).

## Фізичні засади
Коефіцієт пропускання мюонів визначається як відношення числа мюонів, що пройшли через об'єкт, до початкового потоку, який визначається з вимірювань під відкритим небом. Мюони різної енергії мають різний пробіг у речовині. Наприклад, мюон із енергією  1 Тев має пробіг у кремнеземі, еквівалентний 2500 метрам у воді, тоді як для енергії 100 Гев це число зменшується до 400 м. Пробіг змінюється в залежності від матеріалу, наприклад, тевний мюон має пробіг у свинці еквівалентний 1500 м у воді.
Числа та кольори на мюограмі відображають кількість зареєстрованих мюонів. Мюографія не може розрізнити варіації густини. Це називають об'ємним ефектом. Він виникає тоді, коли товстий шар речовини з малою густиною дає таке ж послаблення потоку мюонів як тонкий шар речовини з великою густиною. Щоб запобігти цьому ефекту потрібно точно визначити зовнішню форму об'єкта.
Пристрій для відслідковування мюонів складається з детекторів та носія запису. Використовуються кілька різних типів детекторів: органічні сцинтилятори, ядерні емульсії та газові детектори. У випадку плівкової мюографії отримані  залишаються на плівці, при інших типах детекторів дані записують на магнітну стрічку або в електронну пам'ять. Апарат зазвичай працює, доки не набере достатньо інформації для статистичного аналізу. Після цього будується графік середньої густини в різних напрямках.

## Застосування

### Геологія
Проект Mu-Ray використовує мюографію для спостережень Везувію, виверження якого в 79 році знищило Помпеї та Геркуланум.
Проект ASTRI SST-2M  використовує мюографію для отримання зображень каналів проходження магми у вулкані Етна. Останнє велике виверження  1669 року стало причиною значних руйнувань та забрало приблизно 20 тисяч життів.  Спостереження за потоками магми може допомогти визначити напрямок, у якому потече лава.
Пристрій, що збирає дані поблизу вулкану  Стромболі використовує ядерну емульсію. Новітні методики сканування емульсії, розроблені для експерименту  OPERA, призвели до виникнення плівкової мюографії. На відміну від інших детекторів ядерна емульсія може без споживання електроенергії накопичувати дані зі значним кутовим розділенням. Трекер на основі емульсії збирає дані від вулкану Стромболі з грудня 2011 року.
Починаючи з  2010 року, проводяться мюографічні спостереження вулкану  Пуї-де-Дом у Франції. Для цього використовуються структури під південним та східним схилом вулкану.  Попередні результати виявили невідомі раніше особливості біля вершини, підтверджені гравіметрією.
Мюографію застосовували для спостереження за рівнем підземних вод з метою визначення положення дна при зсувах, що виникають внаслідок сильних дощів. Результати вимірювань порівнювали з вимірами у пробних свердловинах.

### Археологія
У 2015-му, через 35 років після експерименту Альвареса, проект сканування пірамід, у якому працював міжнародний колектив дослідників з Єгипту, Франції, Канади та Японії почав використовувати мюографію та термографію для вивчення комплексу пірамід Гізи. У 2017-му вдалося відкрити велику порожнину, яка отримала назву Великої породжини сканпіраміди, над великою галереєю піраміди Хеопса.
Вивчалися також мексиканські піраміди. зокрема 3-тя за величиною піраміда в світі  Піраміда Сонця, поблизу Мехіко в древньому місті Теотіуакан.  Мотивацією було можливість виявлення в недоступроній порожнині всередині піраміди поховання правителя міста. Пристрій зібрали з частин у невеличнкому проході в підземне приміщення під пірамідою. Виявили область низької густини приблизно 60 метрів завширшки, як повідомили попередні результати, що деякі дослідники пояснили тим, що будова піраміди могла ослабнути, й існує загроза обвалу.

### Планетологія
Потенційно мюографія може знайти застосування у вивченні позаземних тіл, наприклад, геології Марса. Космічні промені існують повсюди. Тому за передбаченнями процес, аналогічний до утворення піонів та мюонів у верхніх шарах земної атмосфери, відбувається і на інших планетах. Розрахунки показуються, що атмосфери Марса вистачає для того, щоб утворити горизонтальний потік мюонів для практичної мюографії, приблизно еквівалентний потоку мюонів на Землі. У майбутньому існує перспектива включення мюографа високої роздільної здатності в польоти на Марс. Такий пристрій можна було б встановити, наприклад, на марсохід. Точні дані про густину марсіанських порід можуть допомогти в пошуках джерел криги та води.

## Виноски
1. 1 2  Melesio, Lucina (2014). The pyramid detectives. Physics World. 27: December 2014. Bibcode:2014PhyW...27l..24M. doi:10.1088/2058-7058/27/12/35. Архів оригіналу за 15 грудня 2019. Процитовано 5 листопада 2017.
2. ↑  Neddermeyer, Seth H.; Anderson, Carl D. (1937). Note on the Nature of Cosmic-Ray Particles. Phys. Rev. 51: 884—886. Bibcode:1937PhRv...51..884N. doi:10.1103/PhysRev.51.884.
3. ↑  George, E.P. (1955). Cosmic rays measure overburden of tunnel. Commonw. Eng. 1955: 455—457.
4. 1 2  Alvarez, L.W. та ін. (1970). Search for hidden chambers in the pyramids. Science. 167: 832—839. Bibcode:1970Sci...167..832A. doi:10.1126/science.167.3919.832. PMID 17742609.
5. ↑  Bellini, Gianpaolo та ін. (2015). Penetrare i misteri della Terra. Le Scienze. 564: 56—63.
6. ↑  Mahon, David F. (2014). Applications of Muography (PDF). P1 Frontiers of Physics Lecture: University of Glasgow. 3 October 2014. Архів оригіналу (PDF) за 16 лютого 2016. Процитовано 5 листопада 2017.
7. 1 2  Chefdeville, M. та ін. (2015). Micromegas for muography, the Annecy station and detectors (PDF). Arche meeting, AUTH: Thessaloniki, Greece. 21 December 2015. Архів оригіналу (PDF) за 17 лютого 2016. Процитовано 5 листопада 2017.
8. ↑  Through the Cosmic Shadow of Saclay's Water Tower. Science News 2016: CEA Sciences. January 2016. Архів оригіналу за 17 лютого 2016. Процитовано 5 листопада 2017.
9. ↑  Groom, D.E. та ін. (2001). Muon stopping-power and range tables: 10 MeV–100 TeV (PDF). At. Data Nucl. Data Tables. 78: 183—356. Bibcode:2001ADNDT..78..183G. doi:10.1006/adnd.2001.0861. Архів оригіналу (PDF) за 18 березня 2014. Процитовано 6 листопада 2017.
10. 1 2  Particle Data Group (2014). Atomic and Nuclear Properties of Materials. Архів оригіналу за 10 квітня 2018. Процитовано 6 листопада 2017.
11. ↑  Ambrosino, F. та ін. (2015). Joint measurement of the atmospheric muon flux through the Puy de Dôme volcano with plastic scintillators and Resistive Plate Chambers detectors. Journal of Geophysical Research: Solid Earth. 120: 7290—7307. Bibcode:2015JGRB..120.7290A. doi:10.1002/2015JB011969.
12. 1 2  Tioukov та ін. (2013). Muography with nuclear emulsions in Italy. Workshop on Nuclear Track Emulsion and its Future: Predeal, Romania. 14–18 October 2013. Архів оригіналу за 17 лютого 2016. Процитовано 6 листопада 2017.
13. ↑  Ol´ah та ін. (2015). Close Cathode Chamber technology for cosmic particle tracking. J. Phys.: Conf. Ser. 632: 1—8. Bibcode:2015JPhCS.632a2020O. doi:10.1088/1742-6596/632/1/012020.
14. ↑  D’Alessandro, Raffaello (2013). Review of Muography in Italy (Vesuvio and Stromboli) (PDF). MNR 2013: Tokyo, Japan. 25–26 July 2013. Архів оригіналу (PDF) за 2 березня 2016. Процитовано 6 листопада 2017.
15. ↑  Andrews, Robin (2015). "Cosmic Ray Muons" Will Be Fired Into Mount Etna To Image Its Innards. IFLSCIENCE: 19 November 2015.
16. ↑  Carloganu, Cristina (2015). Muography, a Safe Way of Studying Volcanoes and Nuclear Reactors. Berkeley Nuclear Engineering 2015 colloquium series: 8 December 2015.
17. ↑  Miallier, Didier; Boivin, Pierre; Labazuy, Philippe (2014). Geology of a volcano selected as a reference experimental site for structure imaging using muography and standard geophysical methods: the Puy de Dôme (Chaîne des Puys, France) (PDF). IAVCEI 2013 Scientific Assembly: Kagoshima, Japan. 20–24 July 2013. Архів оригіналу (PDF) за 17 лютого 2016. Процитовано 6 листопада 2017.
18. ↑  Azuma, Kennichi та ін. (2014). Muographic Test Measurements For Monitoring Groundwater. ISRM International Symposium - 8th Asian Rock Mechanics Symposium, 14–16 October, Sapporo, Japan: ISRM-ARMS8-2014–038. Архів оригіналу за 7 листопада 2017. Процитовано 6 листопада 2017.
19. ↑  Andrews, Robin (2015). Archeologists Will Use Drones and Cosmic Rays To Peer Deep Inside The Pyramids. IFLSCIENCE: 2 November 2015.
20. ↑  Архівована копія. Архів оригіналу за 27 липня 2018. Процитовано 6 листопада 2017.{{cite web}}:  Обслуговування CS1: Сторінки з текстом «archived copy» як значення параметру title (посилання)
21. ↑  Архівована копія. Архів оригіналу за 13 грудня 2019. Процитовано 6 листопада 2017.{{cite web}}:  Обслуговування CS1: Сторінки з текстом «archived copy» як значення параметру title (посилання)
22. ↑  Tanaka, H.K.M. (2007). Monte-Carlo simulations of atmospheric muon production: Implication of the past martian environment. Icarus. 191: 603—615. Bibcode:2007Icar..191..603T. doi:10.1016/j.icarus.2007.05.014.
23. 1 2  Mynott, Sara (2013). muography: Muon musings – how penetrating particles could let us peer beneath Mars’ surface. Blogs of the European Geosciences Union: 19 June 2013. Архів оригіналу за 16 лютого 2016. Процитовано 6 листопада 2017.